# Ange Capuozzo
Ange Capuozzo (* 30. dubna 1999, Le Pont-de-Claix) je ragbista hrající za francouzský klub Toulouse a italskou reprezentaci. Jeho preferované pozice jsou zadák a pravé křídlo. S klubem vyhrál třikrát francouzskou ligu v letech 2023 až 2025. V roce 2024 se stal vítězem Evropského poháru mistrů. 
Narodil se a vyrůstal ve Francii. Za Itálii může hrát kvůli původu svých rodičů. Premiéru za reprezentaci si odbyl v zápase Six Nations 2022 proti Skotsku. Na stejném turnaji pomohl Itálii poprvé od roku 2015 vyhrát zápas v Six Nations vítězstvím nad Walesem 22:21, když svým průnikem v 78. minutě založil akci, díky které spoluhráč Edoardo Padovani položil pětku, kterou následně prokopnul Paolo Garbisi.
Pomohl poprvé v historii v roce 2022 porazit dvěma pětkami Austrálii. Zúčastnil se MS 2023.